# Harley Quinn
Harleen Quinzel másik nevén Harley Quinn egy kitalált szereplő, a DC Comics képregényeiben. Joker leghűségesebb követője, akibe szerelmes lett. Harley Batman felettébb kevés női ellenfelei egyike. A DC Rebirth-ben Harley brutális igazságosztóként találta fel magát újra, és a Joker-háborút követően hivatalosan is csatlakozott Batman családjához
Harley Quinn a 45. a minden idők 100 legnagyobb képregényes ellenfeleit felvonultató weblapon.

## Története

### Kitalálása és első feltűnései
Harley Quinn először a Batman: A rajzfilmsorozat Szívesség Jokernek című epizódjában jelent meg. Eredetileg csak erre a részre találták ki, ugyanis az epizódban Joker bejuttatja magát egy tortában a rendőrségre, amit valakinek be kellett vinnie. A rész írója, Paul Dini szerint túl furcsa lett volna, ha csak egy rendőr vinné be az épületbe a hirtelen ott termett  tortát, így Dini kreált Joker mellé egy női társat. Inspirációként Arleen Sorkint vette alapul, aki a Ármány és szenvedély című sorozatban egy álomjelenetben hordott udvari bolond jelmezt. Dini személyesen is ismerte a szereplőt, így megkérte, hogy ő maga szinkronizálja a karaktert. A részben egyébként csak "főnöknek" hívja Jokert és semmi jelét nem mutatja nagyobb érzelmeknek. Komolyabb jelét érzelmeinek akkor mutatta meg, mikor másodjára szerepelt a sorozatban A vigyorgó hal című epizódban, melyben megsiratta Joker halálát. Az ötödik feltűnésében ismerkedett össze Méregcsókkal, akinek hamar barátja lett. A sorozatban összesen kilenc részben szerepelt.
1994-ben készült el a Őrületes szerelem című képregény, melyben fény derült a karakter eredettörténetére. Az eredeti neve Dr. Harleen Frances Quinzel volt és az Arkham Elmegyógyintézetben dolgozott pszichiáterként, majd beleszeretett páciensébe, Jokerbe. Látva, hogy Batman terrorizálja szerelmét, megszökteti. A képregény nagy népszerűségre tett szert. A történetet a The New Batman Adventures című rajzfilmsorozat is adaptálta.

### Későbbi szereplései
A Batman: A rajzfilmsorozat és a The New Batman Adventures rajzfilmsorozatok után sem múlt el a karakter népszerűsége, továbbra is sok rajzfilmben tette tiszteletét. Ilyen volt például Az igazság ligája rajzfilmsorozat, melyben két rész erejéig Jokerrel karöltve harcolt a szuperhősökkel szemben. Benne volt még a Static Shock című sorozatban is Méregcsókkal együttműködve.
Benne volt a Superman: A rajzfilmsorozat és a The New Batman Adventures sorozatoknak első crossoverében, melyet később DVD-n is kiadtak Batman és Superman – A film címen. A filmben nagy riválisa Lex Luthor beosztottja és segédje, Mercy Graves, akivel egy jelenetben verekszik is, miközben Lex és Joker üzleti megbeszélést kötnek.
Batman of the Future: Joker visszatér című animációban is feltűnik. A film a jövőben játszódik, a szereplő azonban csak egy visszaemlékezés erejéig jelenik meg, melyben lezuhan egy szakadékba, és a film végén a Dee Deek nagyanyjaként. Megjelent továbbra a The Batman és a Batman: A bátor és a vakmerő című sorozatokban. Előbbiben megváltoztatták a karakter eredetét, utóbbiban pedig a képregények aranykorába rakták bele a szereplőt.
Saját az idősebb korosztályt megcélzó animációs sorozatot kapott, amit 2019 november 29-től követhetnek a rajongók.

## Jellemzése
Valódi neve Dr. Harleen Frances Quinzel, és eredetileg az Arkham Elmegyógyintézet pszichológusa volt, amíg őrült módon bele nem szeretett egyik páciensébe, Jokerbe. Nevét ez után megváltoztatta, hogy hangzásban jobban hasonlítson a "harlequin"ra (a harlequin jester szó az udvari bolondra akar utalni), és külsejét is nevéhez méltóra alakította. Ő Joker legnagyobb szövetségese, akinek nem egyszer segített megszökni Arkhamból. Másrészt sokszor látható a saját vagy Joker bűnbandája élén. Később barátságot köt Méregcsókkal, aki bead neki egy szert, amitől immunis lesz minden méregre.
Gyűlöli Batmant, mivel folyton megakadályozza Joker terveit. Jokerhez hasonlóan ő is őrült és vidám is egyszerre.

## Kinézete
Joker követőjéhez méltóan udvaribolond típusú bohócruhát hord.

## Fegyverzete
Leggyakrabban egy hatalmas "fakalapáccsal" szeret harcolni, de a lőfegyvereket sem veti meg. Öltözékéhez tartozik a cipőtalpára szerelt rugó is, amellyel hatalmas ugrásokra képes.

## Képességei
Harley jó pszichológus és rendkívül jól képzett atléta. Valamint a későbbiekben immunis a mérgekre.

## Filmekben
Harley Quinn az 1992-es Batman rajzfilmsorozatban (Batman Animated series) szerepelt először. Csupán ezt követően jelent meg a képregényekben. A 2016-ban bemutatott Suicide Squad – Öngyilkos osztag, majd 2020-ban a Ragadozó madarak (és egy bizonyos Harley Quinn csodasztikus felszabadulása) című filmben is Margot Robbie alakítja a karaktert.

## Fordítás
- Ez a szócikk részben vagy egészben  a   Harley Quinn című angol Wikipédia-szócikk fordításán alapul.  Az eredeti cikk szerkesztőit annak laptörténete sorolja fel. Ez a jelzés csupán a megfogalmazás eredetét és a szerzői jogokat jelzi, nem szolgál a cikkben szereplő információk forrásmegjelöléseként.